# Дедышин, Игорь Михайлович
Игорь Михайлович Дедышин — украинский футбольный функционер, медиа-менеджер, журналист.

## Образование
1994—1999 г.г. — Обучение на факультете журналистики Львовского государственного университета им. И. Франко. Получил диплом специалиста по специальности «Журналистика».

## Карьера
1999—2001 г.г. — Журналист отдела спорта, руководитель отдела спорта в газете «Экспресс» (Львов).
2001—2002 г.г. — Директор и главный редактор всеукраинской газеты «Спортпанорама».
2002—2004 г.г. — Руководитель службы информации и рекламно-издательского отдела ФК «Карпаты».
2004—2006 г.г. — Директор ЧП «Карпаты Спорт Маркетинг».
2006—2007 г.г. — Коммерческий директор ФК «Карпаты».
2007—2009 г.г. — Заместитель генерального директора ФК «Карпаты».
2009—2015 г.г. — Генеральный директор ФК «Карпаты».
2014—2015 г.г. — Генеральный директор медиа-холдинга ZIK.

## Деятельность в футболе
Воспитанник ДЮСШ г. Новый Роздол (тренер — Вацык Я. И.). Играл в чемпионате Львовской области за «Химик» (Н.Роздол), «Цементник» (Николаев). Также выступал за футзальную команду «Украина» в высшей лиге Чемпионата Украины (1994—1997 г.г., 39 матчей — 2 гола).
В 2001 году по приглашению Петра Дыминского перешел на работу в ФК «Карпаты». Работал в львовском клубе на различных руководящих должностях, а с августа 2009 года по июль 2015 года — генеральный директор клуба. После того, как уволился из клуба, обнародовал публичный отчет перед болельщиками за работу, проделанную в ФК «Карпаты». Во время его руководства львовским клубом была построена новая тренировочная база для главной команды, более 10 футбольных полей для школы и команд клуба, открыт официальный музей и магазин ФК «Карпаты», молодежная команда клуба стала чемпионом Украины, а главная команда попала в групповой турнир Лиги Европы.
За шесть лет управления клубом совокупный доход от деятельности составил почти 35 млн долларов США.
С марта 2015 года — член Комитета профессионального футбола ФФУ. В январе 2016 года обнародовал собственную концепцию реформ в украинском футболе. Отечественные СМИ причисляли Дедышина к претендентам на должность Президента Украинской Премьер-лиги, но он так и не выставил свою кандидатуру на выборах.
В течение длительного времени отмечался острыми высказываниями о ситуации в украинском футболе, часто критиковал руководство ФФУ и УПЛ. Выступает за деолигархизацию отечественного футбола.

## Деятельность в медиа
Будучи журналистом газеты «Экспресс», принимал активное участие в акции свободных журналистов «Волна свободы» (Львов, Киев, 2000 г.). Стал одним из участников акции, которые объявили бессрочную голодовку. В результате голодания был госпитализирован.
В 2000 г. стал одним из соучредителей, первым директором и главным редактором украиноязычной спортивной газеты «Спортпанорама», которая базировалась во Львове и распространялась по всей территории Украины.
В 2001 году награждён дипломом в номинации «Лучший журналист спортивной тематики» во время гала-представления «Человек футбола Львовщины».
В 2008—2009 г.г. — Владелец ООО «Западная информационная корпорация».
В 2014 году назначен на должность генерального директора медиа-холдинга ZIK (включает в себя информагентство и одноименный телеканал).

## Скандалы
В 2010 году, решением контрольно-дисциплинарного комитета ФФУ, был отстранён от любой футбольной деятельности на пять лет, за участие в организации договорного матча между «Карпатами» и харьковским «Металлистом» в 2008 году. После рассмотрения всех жалоб и апелляций наказание было изменено на условное отстранение и денежный штраф
В 2013 году Дедышин в своем интервью обвинил руководство ФФУ, в лице вице-президента организации Анатолия Попова и члена контрольно-дисциплинарного комитета Игоря Гатауллина, в коррупции и предвзятом отношении к «Карпатам». Комитет этики и честной игры ФФУ потребовал от Дедышина предоставить доказательства своих слов, а затем обязал функционера извиниться перед федерацией.
В 2023 году, после окончания матча между «Рухом» и «Днепром-1», на поле львовского стадиона «Украина» состоялась драка, в которой приняли участие Дедышин и спортивный директор днепрян Евгений Красников. В дальнейшем, решением КДК УАФ, оба были наказаны денежным штрафом и запретом на посещение пяти последующих матчей своих клубов.

## Семья
Женат. Вместе с женой Виталией воспитывает трех сыновей — Остапа, Льва и Даниила.
В 2011 году был избран депутатом Львовского городского совета.
Кроме родного украинского, владеет русским, польским, хорватским языками, а также разговорным английским.